# العلاقات السنغالية المغربية
أقامت المملكة المغربية علاقات دبلوماسية مع جمهورية السنغال بتاريخ 15 نونبر 1960، وكانت الزيارة الأولى للملك محمد السادس للسنغال في سنة 2001، وقد أعطت دفعة قوية ومحتوى حقيقي لعلاقات التعاون في المجالات ذات الأولوية للتنمية بين البلدين، من قبيل الفلاحة والصيد البحري والتعليم والتكوين والصحة وتدبير الماء، والري، والاتصالات، والتهيئة الحضرية، والنقل الجوي، والبنيات التحتية الاساسية. ومنذ ذلك الحين، توالت الزيارات الملكية للملك محمد السادس إلى السنغال في سنوات 2004 و2005 و2006 و2008 و2013 و2015، وهو ما يؤكد الأهمية الكبرى التي يوليها المغرب لتطوير العلاقات التي تربطه مع السنغال.
ما يقرب من 3000 طالب سنغالي يتابعون دراستهم في المغرب، بينما يدرس ما لا يقل عن 400 مغربي الطب في السنغال من إجمالي 1500 طالب مغربي يتابعون دراساتهم في السنغال.

## تاريخ
في 27 ماي 2024: جرت مباحثات بين وزير الشؤون الخارجية والتعاون الإفريقي والمغاربة المقيمين بالخارج، ناصر بوريطة، وياسين فال، التي تقوم بزيارتها الأولى إلى المملكة بصفتها وزيرة الاندماج الإفريقي والشؤون الخارجية بالسنغال، حيث جددت جمهورية السنغال التأكيد، على لسان وزيرتها للاندماج الإفريقي والشؤون الخارجية، ياسين فال، على دعمها “الدائم والثابت” للوحدة الترابية ولسيادة المغرب على كامل أراضيه، بما فيها الصحراء المغربية.
في 02 أبريل 2024: مثل عزيز أخنوش، رئيس الحكومة، الملك محمد السادس، مرفوقا بناصر بوريطة وزير الشؤون الخارجية والتعاون، بديامنياديو قرب دكار، في حفل أداء اليمين الدستورية وتنصيب باسيرو ديوماي فاي، الرئيس المنتخب لجمهورية السينغال. وتأتي هذه الزيارة، إثر الدعوة التي وجهها الرئيس السينغالي المنتخب إلى العاهل المغربي لحضور حفل التنصيب.
ويعد الملك محمد السادس قائد الدولة الوحيدة من خارج المنطقة الذي تمت دعوته لحضور هذا الحفل. 
في 26 مارس 2024: بعث الملك محمد السادس برقية تهنئة إلى باسيرو ديوماي فاي، رئيس جمهورية السنغال المنتخب.
في 6 يوليوز 2020: عين الملك محمد السادس، سفيراً جديداً في السنغال وهو الحسن ناصري.

## العلاقات السياسية

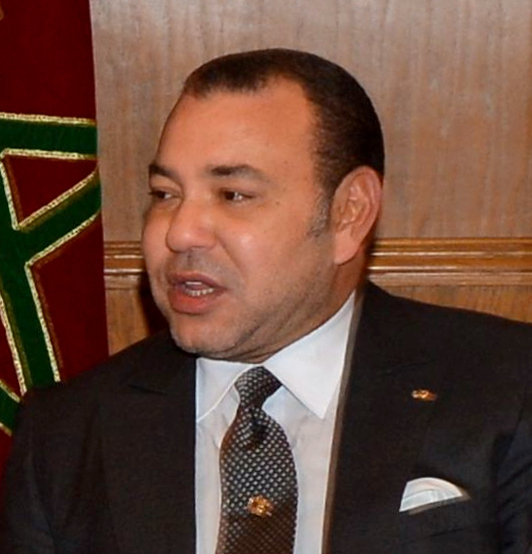
«أود أن أجدد لفخامتكم، ومن خلالكم للشعب السينغالي الشقيق، عبارات شكري الخالص، على حفاوة الاستقبال وكرم الضيافة اللذين حظيت بهما، أنا والوفد المرافق لي، طيلة مقامنا في بلدكم الجميل».
مقتطف من برقية الشكر التي بعث بها الملك محمد السادس إلى رئيس جمهورية السنغال السيد ماكي سال، على حفاوة الاستقبال وكرم الضيافة اللذين حظي بهما جلالته خلال زيارة العمل والصداقة التي قام بها جلالته للسينغال منذ 20 ماي 2015.

عمل المغرب دوماَ على نسج علاقات مع جمهورية السنغال على مستوى شراكة إستراتيجية عملية وتضامنية، ولهذه الغاية، قام الملك محمد السادس في سنة 2001 بزيارة لجمهورية السنغال، هذه الزيارة أعطت دفعة قوية وحقيقية لمضمون علاقات التعاون في مجالات ذات الأولوية في التنمية بين البلدين، مثل الزراعة، الصيد البحري، التربية والتكوين، الصحة، إدارة المياه والري، الاتصالات السلكية واللاسلكية، التنمية الحضرية والنقل الجوي والبنيات التحتية الأساسية. وقد ضاعف الملك محمد السادس من زياراته إلى السنغال، لإعطاء وترسيخ ديناميكية جديدة للعلاقات بين البلدين.
ففي 14 نونبر 2006، قام الملك بزيارة عمل وأخوة للسنغال، تميزت بالتوقيع على عدد من اتفاقيات التعاون في مجالات الاستثمار والمساعدة التقنية في مجال التقنين وتنظيم قطاع البناء والأشغال العمومية، والدفاع المدني والنقل الجوي، وقد تعاقبت زيارات متعددة على مستوى عال تضم رجال أعمال.
وفي إطار توطيد علاقات الأخوة والصداقة والتعاون العريقة التي تجمع بين المملكة المغربية وجمهورية السنغال، قام الملك محمد السادس، تلبية لدعوة من ماكي سال، رئيس جمهورية السنغال، بزيارة رسمية إلى السنغال من 15 إلى 18 مارس 2013 على رأس وفد هام من مستوى عال. وقد شكلت زيارة الصداقة والعمل التي قام بها الملك محمد السادس إلى دكار (20 إلى 27 ماي 2015) مناسبة لتعزيز وتوسيع الإطار القانوني المنظم للعلاقات بين البلدين من خلال التوقيع على 28 اتفاقا للتعاون تغطي مجالات إستراتيجية في الحقلين الاقتصادي والاجتماعي.

## التعاون البرلماني
يعمل البرلمانان المغربي والسنغالي دوما على مناقشة كافة السبل الكفيلة بتعزيز التعاون بين البلدين، من خلال خلق إطار للتشاور والحوار حول القضايا السياسية والاقتصادية ذات الاهتمام المشترك، وتوطيد التعاون في المجالين التقني والتربوي، فضلاَ عن الوضع الأمني في منطقة الساحل، يؤكد جهود هما هاته الزيارات واللقاءات المتبادلة بين الجانبين:
7 فبراير 2014: لقاء الرئيس السابق لمجلس النواب المغربي كريم غلاب برئيس الجمعية الوطنية للسنيغال مصطفى نياس، وذلك على هامش اجتماع مكتب الجمعية البرلمانية للفرنكفونية، الذي انعقد ما بين 5 و7 فبراير 2014 بالرباط.
وجدد مصطفى نياس بالمناسبة دعم السنيغال الثابت لقضية الوحدة الترابية للمملكة، كما سلم للسيد كريم غلاب بعض مؤلفات الجمعية الوطنية للسنيغال.

## العلاقات الاقتصادية
السنغال هي الشريك الاقتصادي الأول للمغرب في إفريقيا.
عرف الفائض التجاري للمغرب مع السنغال ارتفاعاَ من العام 2008 إلى 2012، من 730000000 درهم في 2008 حتى 2080000000 درهم في عام 2012، وفي عام 2013 انخفض بنسبة 4.8%.
في الواقع، بعد زيادة سجلت في عام 2011 بنسبة 42% و124% في عام 2012، انخفضت الصادرات المغربية إلى السنغال بنسبة 3.8% في عام 2013 لتصل إلى ما مجموعه 2.03 مليار درهم. ويرجع ذلك أساساَ إلى انخفاض مبيعات النفط النفط ومواد التشحيم (-19.7%)، والمنتجات المسطحة المدرفلة على الحديد أو غير سبائك الصلب (-53.6%) هذا الانخفاض.
وارتفعت الواردات المغربية من السنغال 70.5% في عام 2013، وبالتالي تنفق 30000000 درهم في عام 2012 إلى 50000000 درهم في عام 2013. واعتبرت هذه الزيادة مقترنة بشراء القطن (+34.3%) والأسماك والقشريات محضرة أو محفوظة (+ 268.7%).
يعد السنغال الزبون ال 18 للمغرب والمورد 93 خلال العام 2013.
التطور المقارن للصادرات نحو السنغال
القيمة مليون درهم
| 2009 | 2010 | 2011 | 2012 | 2013 | حصة 2013 | المتغيرات 2013 / 2012 |
| ---- | ---- | ---- | ---- | ---- | -------- | --------------------- |
| 692  | 661  | 939  | 2106 | 2024 | 17,0     | -82 / -3,9 مليون درهم |

”“إننا نجدد التأكيد على موقف السنغال الواضح والثابت بخصوص الصحراء المغربية، ونستمر دائما في الاعتقاد أن الصحراء مغربية وستظل كذلك دائما”.
وزير الشؤون الخارجية والسنغاليين بالخارج، السيد مانكور ندياي، في تصريح للصحافة، عقب مباحثاته مع وزير الشؤون الخارجية والتعاون السيد صلاح الدين مزوار، خلال زيارة الصداقة والعمل للسنغال
وكالة المغرب العربي للأنباء 21 أكتوبر2013.

المصدر: مكتب الصرف المغربي التقرير النهائي للتجارة الخارجية لسنة 2013
القيمة مليون درهم

|                 | 2009 | 2010  | 2011  | 2012  | 2013  |
| --------------- | ---- | ----- | ----- | ----- | ----- |
| صادرات          | 0,69 | 0,66  | 0,94  | 2,11  | 2,03  |
| وا ردات         | 0,10 | 0,05  | 0,05  | 0,03  | 0,05  |
| الميزان التجاري | 0,59 | 0,61  | 0,89  | 2,08  | 1,98  |
| نسبة التغطية    | 684% | 1286% | 2013% | 7151% | 4035% |

المصدر: مكتب الصرف المغربي التقرير النهائي للتجارة الخارجية لسنة 2013

## مجموعة الدفع الاقتصادي المغربية السنغالية
تطبيقاَ للتعليمات الملكية المتعلقة بضرورة مواكبة ومراقبة تنفيذ الاتفاقات الموقعة أمام العاهل المغربي، خلال الجولة الإفريقية التي أجراها خلال عام 2014 إلى عدد من الدول الشقيقة والصديقة، والتي تهم العديد من القطاعات الاقتصادية والاجتماعية، تم إطلاقها والاتفاقات الموقعة بين المغرب والسنغال في مختلف مجالات التعاون، تم إطلاق مجموعة الدفع الاقتصادي المغربية السنغالية بتاريح 3 مارس 2015 في دكار، ويأتي إحداث هذه الهيئة في إطار الملكية للارتقاء بالعلاقات مع السنغال، باعتبارها بلداَ شقيقاَ تقيم معه المملكة علاقات مثمرة ومتعددة الأوجه.

كما يندرج إنشاء هذه المجموعة تماشياَ مع رؤية قائدي البلدين الرامية إلى جعل علاقاتهما الثنائية نموذجية على صعيد القارة الإفريقية، فضلًا عن ضمان مراقبة المشاريع التي تم إطلاقها والاتفاقات الموقعة بين البلدين خلال زيارة الملك محمد السادس للسنغال في آذار/ مارس 2013.

## مشاريع تنموية مغربية في السنغال
تجسيداَ للبعد التضامني والسوسيو - اقتصادي لتعاون نموذجي بين البلدين، في إطار شراكة جنوب- جنوب متضامنة وفعالة، دشن المغرب العديد من المشاريع التنموية في السنغال:

- 23 مايو 2015 لوغا (شمال السينغال): دشن الملك محمد السادس والرئيس السينغالي، فخامة السيد ماكي سال، مشروع ربط قريتي مسار توغي ويامان سيك بجهة لوغا بالسينغال بالكهرباء، الذي أشرف عليه المكتب الوطني للكهرباء والماء الصالح للشرب؛

- 22 مايو 2015: سلم الملك محمد السادس هبة من الأدوية والتجهيزات الطبية للمركز الاستشفائي الجامعي فان بدكار الشيخ تاكو ديوب، ستسهم في ضمان تكفل أفضل بالمرضى في مختلف البنيات الصحية بالسنغال، بالتعقيم، وأجهزة أوتوماتيكية لقياس ضغط الدم مخصصة للمؤسسات الصحية السينغالية.

## التعاون الإنساني
ضمن رؤية جلالة ملك المغرب الذي ما فتئ يعمل على إضفاء محتوى إنساني لتضامن المغرب مع بلدان القارة وللتعاون جنوب-جنوب، وذلك من خلال إطلاق العديد من برامج دعم الساكنة المعوزة؛ أشرف الملك محمد السادس، مرفوقا بفخامة الرئيس السينغالي ماكي سال، بمقر وزارة الصحة والعمل الاجتماعي السينغالية، بدكار، على تسليم هبة ملكية عبارة عن كمية من الأدوية، للمجلس الوطني السينغالي لمكافحة داء السيدا.

وتتكون هذه الكمية من الأدوية من ثلاث أصناف تتمثل في مضادات للفيروسات (800 علبة)، ومضادات للجراثيم (عشرة آلاف و700 علبة) ومضادات للفطريات (22 ألف و400 علبة)؛

كما أشرف الملك محمد السادس وفخامة الرئيس السينغالي السيد ماكي سال، في 25 مايو 2015، على إطلاق أشغال بناء محطة للتفريغ مهيأة للصيد التقليدي بموقع سومبيديون بدكار.

## التعاون الثقافي والعلمي والتقني
يعد التعاون الثقافي أولى اهتمامات المغرب في علاقاته مع السينغال، فقد سعى إلى الحفاظ على وضعية مركز إشعاع ثقافي بالنسبة للمسلمين في أفريقيا، وتميزت سياسته في هذا الإطار باستقبال الرعايا السينغاليين بالمؤسسات التعليمية مع تمتيعهم بأكبر عدد ممكن من المنح، وبإبرام عدة اتفاقيات شملت كل الميادين المجالات الثقافية، قدم في إطارها مساعدات متنوعة غلب عليها الطابع الديني في كثير من الأحيان.

### مجال التربية والتعليم
إن التعاون في مجال التربية والتعليم يشمل مجموعة من الميادين (تبادل الوثائق حول البرامج والمناهج المدرسية، تبادل التجارب في مجال التخطيط البيداغوجي، تكوين الأطر)، إلا أن ما يثير الانتباه هو العدد الهائل من شباب هذا البلد الذين تكونوا ببلدنا منذ بداية السبعينات أساساَ في كل التخصصات.

وهذا يعني أن استقبال المغرب للطلبة شكل أهم قطاع في التعاون الثقافي، عرفت الاتفاقيات التي تنظمها تطبيقاَ مستمراَ، ليس فقط لأن بلدنا عبر منذ البداية عن استعداده لمساعدة السينغال في هذا المجال، وإنما لحاجة هذه الدولة لذلك، نظرا لتطورات المؤسسات الجامعية المغربية مقارنة مع مؤسسات دول منطقة غرب أفريقيا.

السينغال كان من أول المستفيدين بمقتضى الإتفاق الثقافي الموقع سنة 1963، حيث التزم المغرب بموجبه باستقبال شباب هذا البلد في المؤسسات التعليمية الوطنية وتلبية حاجياته من حيث الأساتذة والمؤطرين البيداغوجيين لتقديم خدمات ومساعدات خاصة، وإلى غاية سنة 1977 كانت هذه الدولة تأخذ أكثر من نصف المنح المخصصة للطلبة الأفارقة، وعندما أبرم المغرب اتفاقيات ثقافية مماثلة مع بعض الدول الإفريقية، ورفع من عدد المنح الخاصة بإفريقيا سنة 1978، خصص 110 منها لفائدة الطلبة السنغاليين.

أما فيما يخص توزيع الطلبة السنغاليين حسب التخصصات تبين أنهم سجلوا سنوياَ بأغلب المؤسسات الجامعية المغربية، وإن اختلفت النسبة من سنة لأخرى، إلا أن الملاحظة الأساسية هي تسجيل أغلب السينغاليين بالكليات (الشريعة، الحقوق، الآداب والعلوم).

### باقي مكونات التعاون الثقافي
سعى المغرب والسينغال إلى إقامة تعاون متين بين الهيئات أو المنظمات الثقافية التربوية والرياضية، وبالفعل عرف التعاون الثقافي إلى حد ما نوعاَ من الإستمرارية في التطبيق وكذلك تنوعاَ في مجالاته.

يتمثل التعاون في استقبال الطلبة السينغاليين بالمعهد العالي للصحافة، تقديم المنح للصحفيين لتحسين معارفهم في اللغة العربية، والاستفادة من الخبرات المغربية في المجال الإعلامي خصوصاَ على مستوى وكالاتي الأنباء في البلدين، فوكالة المغرب العربي للأنباء تقدم عدة مساعدات لوكالة الأنباء السينغالية (APS)، تتجلى في الإشراف على تداريب تكوينية وندوات بالرباط ومكاتب الوكالة الجهوية لفائدة تقني وصحفي الوكالة المذكورة، وأبرز مثال على ذلك خلال السنين الأخيرة توقيع اتفاق التوأمة بين المجموعة المغربية ممثلة بجريدة LE MATIN والجريدة السينغالية الرسمية LE SOLEIL من جهة أخرى، وتطبيقاَ لمقتضيات برتوكول التعاون الثقافي الموقع بين البلدين سنة 1987، يخصص المغرب مقاعد للسينغاليين بالنسبة لتكوين الأساتذة في التربية البدنية الرياضية بعد توفر شروط القبول في مراكز التكوين، ويضع رهن إشارة هذا البلد البنيات الرياضية (الملاعب، المعاهد الرياضية....) للقيام بتداريب تهييئاَ للمنافسات الدولية وفي كل الرياضات تقريباَ مع الالتزام بتحمل تكاليف الإقامة.

إضافة إلى هذا يشمل النشاط الثقافي بين البلدين على مبادلات ثقافية متنوعة تنظم الأسابيع الثقافية المغربية في السينغال توأمة مدينة فاس ودكار سنة 1977 ثم سان لويس سنة 1976، مشاركة السينغال في مهرجان الفنون الشعبية الإفريقية وتأسيس لجنة الصداقة المغربية السينغالية التي يجتمع أعضاؤها من حين لآخر.

### مظاهر التعاون التقني
تتعدد المجالات التي تدخل في إطار هذا النوع من التعاون، إذ تبدأ بتبادل الخبرات وتنتهي بإنجاز مشاريع مشتركة، ويمكن التمييز بشكل عام بين محورين اثنين: التكوين المهني والمساعدات التقنية.

### أ -التكوين المهني
لقد بدأ المغرب منذ سنة 1972 تقريبا يؤمن تكوين العشرات من الأطر الإفريقية في مؤسسات التكوين المهني المختلفة، وشكل ذلك توجها أساسيا ميز سياسة تعاونه مع الدول الإفريقية، وتعتبر السينغال من أهم البلدان التي قدم لها المغرب مساعدات في هذا المجال.

الصناعة التقليدية تعتبر أول قطاع اهتم به المغرب فيما يتعلق بالتكوين المهني، فنظراَ لحاجة السنغال إلى حرفيين وتقنيين في صناعة النسيج كقطاع مهم في الاقتصاد الوطني وتطبيقاَ لمقتضيات اتفاق التعاون في مجال الصناعة التقليدية الذي وقعه البلدان من 23 ماي 1969، تكلفت وزارة الصناعة التقليدية بتكوين 23 سنغالي خلال المرحلة الممثلة من سنة 1972 إلى سنة 1980 بمؤسسات التكوين الموجودة بفاس على الخصوص. لما لهذه المدينة من دلالة كبيرة بالنسبة للسينغاليين باعتبارها مكان وجود قبر مؤسس الطريقة التيجانية سيد احمد التيجاني.

كما استفاد قطاع السياحة هو الآخر بمقتضى اتفاق التعاون الثنائي الموقع في 26 ماي 1969 بتنشيط التعاون والتبادل في كل من فروع النشاط السياحي المرتبطة بالتكوين المهني، فقد تكون عدد كبير من رعايا هذه الدولة بمختلف المؤسسات التي تخضع من حيث الوصاية لوزارة السياحة المغربية، وتقدم المنح من طرف وزارة الشؤون الخارجية والتعاون كما هو الشأن بالنسبة للراغبين في متابعة الدراسة بالمعهد العالي للسياحة بطنجة والشعبة البيداغوجية بأكادير.

وخصصت وزارة الأشغال العمومية والتكوين المهني وتكوين الأطر هي الأخرى عدة مقاعد للسيغال، فقد تكون على سبيل المثال بين سنة 1988 وسنة 1991 ما يقارب 158 سينغالياَ بمؤسسات التكوين المهني وإنعاش الشغل في مجالات البناء النجارة الكهرباء.

ومند نهاية الثمانينات سمح لرعايا هذه الدولة بالتسجيل بمعاهد التكنولوجيا التطبيقية خصوصاَ في شعبة المحاسبة والسكرتاريا.

غير أن تسجيل السنغاليين لم يقتصر على المعاهد والمؤسسات العمومية، إذ لوحظ إقبال كبير على المدارس الخاصة مند نهاية الثمانينات، والتي يوجد معظمها بمدينة الدار البيضاء الشيء الذي يعني أنهم تابعوا باستمرار تطور مؤسسات بلدنا، واستفادوا من كل الإمكانيات التي يقدمها المغرب في هذا المجال.

ولتشجيع هذا المستوى من التعاون قرر المغرب إعفاء الطلبة السينغاليين من التنبر عند تجديد بطاقات الإقامة سنوياَ كإستثناء وحيد، بل حول نفس الامتياز لكل رعايا هذا البلد المستقرين بالمغرب.

### ب - مساعدات تقنية
يندرج التعاون المغربي السينغالي في المجال التقني ضمن إطار التعاون التقني جنوب جنوب، فعوض طلب مساعدات تكنولوجية من الشمال تحاول هذه الدول إنعاش تعاون فيما بينها يتلاءم وطبيعة اقتصادياتها.

وقد تحمل المغرب تكاليف هذا التعاون الذي تجسد أساساَ في مساعدات أحادية الجانب انجاز الدراسات وتأطير الدورات التكوينية والندوات من طرف الخبراء والأخصائيين المغاربة تقديم مساعدات تقنية ميدانية...

لم تقتصر المساعدات المغربية على استقبال المتدربين، بل تميزت بتمكين السينغال من الاستفادة من خبرات أطره وخيراته في الميادين المختلفة، وهذا النوع من اللقاءات يشكل مناسبة للتعرف على مشاكل وتطلعات هذه الدولة، ومن شأنها أن تساعد على ظهور قناة لرجال الأعمال بشكل موازي للقناة الرسمية.

فالتعاون في سنة 1981 كان على شكل مواد بيطرية لمحاربة التصحر والجراد وبعض الحيوانات الأخرى، ونفس المواد جاءت على شكل هبة أيضا سنة 1987 علاوة على 1500 طن من الحبوب لفائدة السكان المتضررين من الجفاف.

## العلاقات الدينية
تعود العلاقات الدينية المتميزة بين الشعبين لقرون، وفي هذا الإطار نظم علماء البلدين من حين لآخر ندوات محاضرات، حول مواضيع دينية مهمة، فعلى سبيل المثال احتضنت فاس سنة 1987 ندوة نظمها هؤلاء العلماء كان محورها طريقة اختيار خطب الجمعة في علاقة مع الواقع اليومي المعاصر، وقد تمخض عن هذه الندوات واللقاءات تأسيس رابطة علماء المغرب والسنغال بالرباط، التي لعبت دورا كبيراَ في تطوير تعليم اللغة العربية بهذا البلد وتقوية التعاون الثنائي بشكل عام.

على صعيد آخر تميزت سياسة المغرب في هذا الإطار ببناء المساجد والمعاهد الدينية بهذا البلد، وفقاَ للشكل المعماري الموجود ببلدنا، وأهم ما نشير إليه هنا هو مساهمته في بناء مسجد ومركز إسلامي بمدينة تيفاون (TIVAOUN) سنة 1988 بقيمة مليون درهم، وتمويل أعمال الزخرفة والنقش عند بناء المسجد الكبير بمدينة كولاك بقيمة 700 ألف درهم.
وتعزيزاَ لعلاقات المغرب العريقة والعميقة مع الزوايا الدينية بغرب إفريقيا، وخاصة بالسينغال، أوفد المغرب وفداَ رسمياَ مهماَ في 2 فبراير 2014 إلى دكار يرأسه وزير الأوقاف والشؤون الإسلامية أحمد التوفيق، وذلك للم الشمل مع التيجانيين العمريين والاحتفال سوياَ في جو من التقوى والخشوع والروحانية بالدورة ال 34 “الزيارة الكبرى” (30 يناير - 3 فبراير)، والتي تعد من بين أهم تجمعات الطريقة التيجانية بالسينغال.

وفي إطار الجهود الرامية إلى الحفاظ على التراث الغني لهذه الزاوية، قامت وزارة الأوقاف والشؤون الإسلامية، في إطار العلاقات العريقة التي تربط المملكة وأتباع هذه الزوايا بطباعة 5000 نسخة من كتاب الحاج عمر فاتيو تال، وتمثل الطريقة التيجانية ممارسة للإسلام على أساس الايمان السليم والتصور الحكيم للتعاليم الدينية، وقد شكلت الطريقة دائما مرفأ للعلاقات العريقة القائمة بين المغرب والسنغال.

ففي فاتح أغسطس 2014 سلمت هبة مغربية تتكون من مجموعة من المصاحف الشريفة، طبعتها مؤسسة محمد السادس لنشر المصحف الشريف، للطائفتين التيجانيتين على التوالي “نياس” بمدينة كاولاك و“طال” بداكار.
وتترجم هذه العناية الملكية بالزوايا الدينية في السنغال، بشكل متواصل، مأدبة عشاء التي أقامها الملك محمد السادس، في 22 مايو 2015 بالعاصمة السنغالية دكار، على شرف رؤساء الطرق الصوفية بالسنغال، كما تفضل الملك محمد السادس في 22 مايو 2015، بعد أداء صلاة الجمعة رفقة الرئيس السينغالي السيد ماكي سال بالمسجد الكبير بدكار، بإهداء الجهات المكلفة بتدبير الشؤون الدينية بجمهورية السينغال، 10 آلاف نسخة من المصحف الشريف في طبعته الصادرة عن مؤسسة محمد السادس لنشر المصحف الشريف، قصد توزيعها على مساجد الجمهورية السينغالية.
وفي 23 دجنبر 2013، تم إرسال وفد رسمي إلى توبا، لمشاركة مريدي وشيوخ الطريقة المريدية احتفالهم بمغال الأكبر.
إن المغرب، المتشبث بقوة، بتعزيز روابطه العريقة والعميقة مع مختلف الزوايا الدينية في السنغال، والحريص على إدراج هذه الروابط ضمن منطق الاستمرارية لنشر الإسلام المعتدل السمح والوسطي، جسدته مشاركة شيوخ ومريدي الطريقة التجانية بالمدينة الروحية “تيفاوان” (شمال غرب)، 13 يناير 2014، في احتفاء بغامو (عيد المولد النبوي)، في أجواء من الخشوع والإيمان.

## الاتفاقيات ومذكرات التفاهم بين البلدين
- معاهدة الصداقة والتضامن 1966/09/15
- مذكرة اتفاق الشؤون الاجتماعية 1991/03/13 داكار
- اتفاق التعاون بين ODEP (مكتب موانئ التصدير) وميناء داكار 1995
- اتفاقية المقر للرابطة المحمدية لعلماء المغرب والسينغال
- اتفاقية بشأن المساعدة المعتقلين ونقل الأشخاص المحكوم عليهم 1967/07/03
- اتفاق حول النقل الجوي 1999/05/30 داكار
- بروتوكول للتعاون بين وزارتي الخارجية في البلدين 2000/11/22
- بروتوكول للتعاون في مجال الأرصاد الجوية 1973/07/13
- بروتوكول تعاون الاقتصادي والفني والثقافي 2002/03/01 داكار
- مذكرة اتفاق التعاون بين المغربية للإذاعة والتلفزيون ومكتب راديو وتلفزيون السنغال 2002/03/01 داكار
- مذكرة اتفاق إنشاء مجلس رجال الأعمال المغربي السنغالي 1972/06/21
- اتفاق بشأن التحويلات البريدية 2004/12/17
- مذكرة اتفاق التعاون بين المعهد العالي للقضاء والمغرب مركز التدريب القضائي في السنغال 2004/12/17
- مذكرة الاتفاق بين وزارتي العدل في البلدين في مجال الإدارة القضائية 2005/03/03 الرباط
- مذكرة تفاهم في مجال الصحة العامة 2003/03/03 الرباط
- مذكرة تفاهم للتعاون في مجال استمطار السحب 2005/03/24
- بروتوكول تعديل اتفاقية التعاون المشترك والتبادل السينمائي وقع 17/01/1992
- مذكرة تفاهم حول التعاون الصناعي 2004/12/17
- مذكرة اتفاقية التعاون بين وزارتي العدل في البلدين في المواد القانونية والقضائية 1968/05/23
- اتفاق حول التعاون السياحي 1963/07/25
- اتفاق الثقافي 1968/05/23
- اتفاقية التعاون الثقافي والتربوي 2001/12/17 الرباط
- اتفاق التعاون في مجال الاتصالات 2002/03/01 داكار
- اتفاق تعاون بشأن عمليات الإجلاء الطبي 2005/03/03 داكار
- اتفاقية التعاون الفني في مجال الأرصاد الجوية 2005/08/18 الدار البيضاء
- اتفاق الشركة الأطلسي البحرية (سومات) وCOMANAV 2005/03/03 داكار
- الاتفاقية العامة للتعاون البحري 2005/03/03 داكار
- اتفاقية الإطارية بشأن تدريب الموانئ 2005/01/10 الدار البيضاء
- الاتفاق على تشكيل لجنة مشتركة للتعاون 2000/09/06
- مذكرة تفاهم بين حكومة ولاية زامفارا نيجيريا والمناطق الزراعية في مكناس 2004/09/29 الرباط
- الاتفاق على تشكيل لجنة مشتركة للتعاون 2000/09/06
- مذكرة تفاهم بين حكومة ولاية زامفارا نيجيريا والمناطق الزراعية في مكناس 2004/09/29 الرباط
- اتفاقية التعاون القضائي وتنفيذ الأحكام وتسليم المجرمين 1967/07/03 الرباط
- اتفاقية في مجال البريد والاتصالات 1972/06/21
- مذكرة تفاهم في مجال الصحة العامة 1987/04/08 داكار
- مذكرة اتفاق بشأن التعاون في مجال الإدارة العامة 1988/11/27
- اتفاقية التعاون السينمائي 1992/01/17
- مذكرة اتفاق بشأن التعاون في دمج ذوي الإعاقة 1999/05/21 داكار
- اتفاق حول النقل الجوي 2006/11/15 داكار
- مذكرة تفاهم حول مفاوضات الطيران 2005/12/22 الرباط
- اتفاق لتعزيز وتطوير الحرف اليدوية 1991/03/13 داكار
- اتفاق لتعزيز وحماية الاستثمارات 2006/11/15 داكار
- اتفاقية التعاون في مجال الحماية المدنية 2006/11/15 داكار
- الاتفاق الإطاري للتعاون والمساعدة التقنية في مجال تنظيم تنظيم المباني والأشغال العامة 2006/11/15 داكار
- اتفاق التعاون في مجال الأمن الداخلي واللامركزية 2006/12/06 داكار
- اتفاق شراكة في مجال التدريب المهني بين مكتب التكوين المهني وإنعاش المغرب العمل والمكتب الوطني للتدريب المهني السنغال 2007/01/26 داكار
- بروتوكول للزراعة والتنمية الريفية 2007/04/23 الرباط
- اتفاق التعاون الثقافي والتعليم 2004/12/17 الرباط
- اتفاقية تجنب الازدواج الضريبي 2005/03/14
- الاتفاق على التعاون الفني والتجاري في المنطقة الحرفية 1968/05/23 داكار
- الاتفاق على التعاون في مجال المعلومات 1981/03/26
- اتفاق في شكل تبادل رسائل من أجل تأمين التمثيل الدبلوماسي والقنصلي في كلا البلدين 2000/09/06 داكار
- اتفاقية إقامة العلاقات الدبلوماسية 1988/11/27 داكار
- اتفاقية الصيد البحري 1992/01/17
- الاتفاق على إطار التعاون مصائد الأسماك 1999/05/21 داكار
- اتفاق محدد التعاون في قطاع الطرق والطرق السريعة 2005/12/22 الرباط
- اتفاق تجاري 1991/03/13 الرباط
- اتفاق إطاري للتعاون في صناعة البناء والتشييد 2006/11/15 داكار
- اتفاق توأمة بين مستشفى ابن سينا (الرباط) ومستشفى الجامعة الوطنية (داكار) 2006/11/15 داكار
- مذكرة تفاهم لتعزيز الشراكة الاقتصادية وللتحفيز على بروز فاعلين اقتصاديين جهويين (إحداث مجموعة للدفع الاقتصادي) 2015/05/21 داكار
- اتفاق المساعدة الادارية المتبادلة في المجال الجمركي 2015/05/21 داكار
- اتفاقية تهدف إلى إنجاز نقطة تفريغ مهيأة للصيد التقليدي بموقع سومبديون بمدينة دكار 2015/05/21
- اتفاقية تتعلق بالتعاون في مجال الإدارة الترابية 2015/05/21 داكار
- مذكرة تفاهم في مجال الصناعة التقليدية والاقتصاد الاجتماعي والتضامني 2015/05/21 داكار
- بروتوكول تعاون في المجال الصناعي 2015/05/21 داكار
- اتفاق إطار للتعاون في مجال اللوجيستيك 2015/05/21 داكار
- بروتوكول اتفاق للتعاون في مجالات سلسلة الحليب ومشتقاته، وسلسلة اللحوم والصحة الحيوانية، والصحة العامة البيطرية 2015/05/21 داكار
- برنامج تطبيقي في مجال السياحة (2018 - 2015) 2015/05/21 داكار
- اتفاق مقر بين مؤسسة محمد السادس للتنمية المستدامة، وحكومة جمهورية السينغال 2015/05/21 داكار
- اتفاقية إطار للتعاون في مجال التكوين المهني 2015/05/21 داكار
- اتفاقية تعاون في مجال التطهير، بين المكتب الوطني للكهرباء والماء الصالح للشرب، والمكتب الوطني للتطهير بالسنغال 2015/05/21 داكار
- اتفاقية تعاون في مجال الماء بين المكتب الوطني للكهرباء والماء الصالح للشرب، والشركة الوطنية للمياه بالسنغال 2015/05/21 داكار

## وصلات خارجية
- السفارة المغربية في داكار
- القنصلية العامة للسنغال في الدار البيضاء